# Епархия Легаспи

Провинция Албай (выделено красным)

Епархия Легаспи (лат. Dioecesis Legazpiensis) — епархия Римско-Католической церкви с центром в городе Легаспи, Филиппины. Епархия Легаспи распространяет свою юрисдикцию на провинцию Албай. Епархия Легаспи входит в митрополию Касереса. Кафедральным собором епархии Легаспи является церковь святого Григория Великого.

## История
29 июня 1951 года Римский папа Пий XII выпустил буллу Quo in Philippina, которой учредил епархию Легаспи, выделив её из архиепархии Касереса.
27 мая 1974 года епархия Легаспи передала часть своей территории для возведения новой епархии Вирака.

## Ординарии епархии
- епископ Flaviano Ariola (15.05.1952 — 27.11.1968);
- епископ Teotimo C. Pacis (23.05.1969 — 4.06.1980);
- епископ Concordio Maria Sarte (12.08.1980 — 22.11.1991);
- епископ José C. Sorra (1.03.1993 — 1.04.2005);
- епископ Nestor Celestial Cariño (1.04.2005 — 7.11.2007);
- епископ Joel Zamudio Baylon (1.10.2009 — по настоящее время).

## Источник
- Annuario Pontificio, Ватикан, 2007
- Булла Quo in Philippina, AAS 44 (1952), стр. 163  (лат.)